# Hasse Ekman
Hasse Ekman (n. 10 septembrie 1915, Stockholm, Suedia - d. 15 februarie 2004, Marbella, Spania) a actor de film. A jucat în numeroase filme. Hasse Ekman este fiul lui Gösta Ekman și tatăl lui Gösta Ekman Jr..

## Filmografie

### Regie
- 1940 Med dej i mina armar
- 1941 Första divisionen
- 1942 Lågor i dunklet
- 1943 Ombyte av tåg
- 1945 Fram för lilla Märta
- 1945 Kungliga patrasket
- 1946 Medan porten var stängd
- 1948 Banketten
- 1949 Flickan från tredje raden
- 1950 Flicka och hyacinter
- 1954 Gabrielle
- 1956 Sjunde himlen
- 1956 Ratataa
- 1957 Med glorian på sned
- 1958 Jazzgossen

### Actor
- 1924 Unga greven tar flickan och priset : Curious boy
- 1933 House Slaves : Kurt Rosenqvist
- 1933 En natt på Smygeholm : Leonard Barring
- 1936 Intermezzo

- 1953 Noaptea saltimbancilor (Gycklarnas afton), regia Ingmar Bergman